# Lužce
Obec Lužce se nachází v okrese Beroun, kraj Středočeský, asi 10 km východně od Berouna. V obci je evidováno 47 adres a žije zde 147 obyvatel.

## Historie
První písemná zmínka o vsi (in Luzeczich) pochází z roku 1367, kdy Zdeněk z Kladna a na Mikovicích prodal Vojtěchovi z Lužce (Woityechoni de Luzecz) jednoho zdejšího poddaného. Po většinu feudálního období Lužce náležely augustiniánskému klášteru u sv. Tomáše v Praze.
Ke dni 6. 3. 2009 zde bylo k trvalému pobytu přihlášeno 119 osob, z toho je 48 mužů nad 15 let, 11 chlapců do 15 let, 50 žen nad 15 let, 10 dívek do 15 let. Průměrný věk obyvatel je 44,9 roků.

### Územněsprávní začlenění
Dějiny územněsprávního začleňování zahrnují období od roku 1850 do současnosti. V chronologickém přehledu je uvedena územně administrativní příslušnost obce v roce, kdy ke změně došlo:
- 1850 země česká, kraj Praha, politický okres Smíchov, soudní okres Beroun[4]
- 1855 země česká, kraj Praha, soudní okres Beroun
- 1868 země česká, politický okres Hořovice, soudní okres Beroun
- 1936 země česká, politický i soudní okres Beroun[5]
- 1939 země česká, Oberlandrat Kolín, politický i soudní okres Beroun[6]
- 1942 země česká, Oberlandrat Praha, politický i soudní okres Beroun[7]
- 1945 země česká, správní i soudní okres Beroun[8]
- 1949 Pražský kraj, okres Beroun[9]
- 1960 Středočeský kraj, okres Beroun
- 2003 Středočeský kraj, okres Beroun, obec s rozšířenou působností Beroun

### Rok 1932
V obci Lužce (252 obyvatel) byly v roce 1932 evidovány tyto živnosti a obchody: 2 hostince, krejčí, mlýn, obchod s ovocem a zeleninou, rolník, řezník, 2 obchody se smíšeným zbožím, strojírna, trafika, obchod s uhlím, velkostatkář Mazánek.

## Pamětihodnosti
- Zámek Lužce z 18. století je jednopatrová budova. V architektuře zámku je výrazná zámecká kaple, vystupující navenek pětibokou věží, procházející přízemím i patrem. V r. 1369 od Bořivoje z Lochovic a Vojtěcha z Chrtič koupil zdejší poplužní dvůr augustiniánský klášter sv. Tomáše v Praze na Malé Straně. Augustiniáni zde v 2. pol. 17. stol. postavili barokní zámek, který sloužil jako letní sídlo svatotomášskému převorovi a také správě statku. Klášter byl v držení zámku až do r. 1948. Později jeho vlastníkem bylo místní JZD a sloužil k administrativním a obytným účelům. V roce 2000 zámek a další budovy zakoupili soukromí vlastníci a probíhá postupná rekonstrukce.
- Centrum pro védská studia (od roku 2010).[11]

## Doprava
Dopravní síť
- Pozemní komunikace – Do obce vedou silnice III. třídy.

- Železnice – Železniční trať ani stanice na území obce nejsou.

Veřejná doprava 2011
- Autobusová doprava – V obci měla zastávku autobusová linka 311 Praha,Zličín - Mořina - Řevnice (v pracovních dnech 23 spojů, o víkendu 5 spojů) (dopravce Veolia Transport Praha, s. r. o) a linka Mořinka - Beroun (v pracovních dnech 8 spojů) (dopravce PROBO BUS, a. s.).

## Galerie

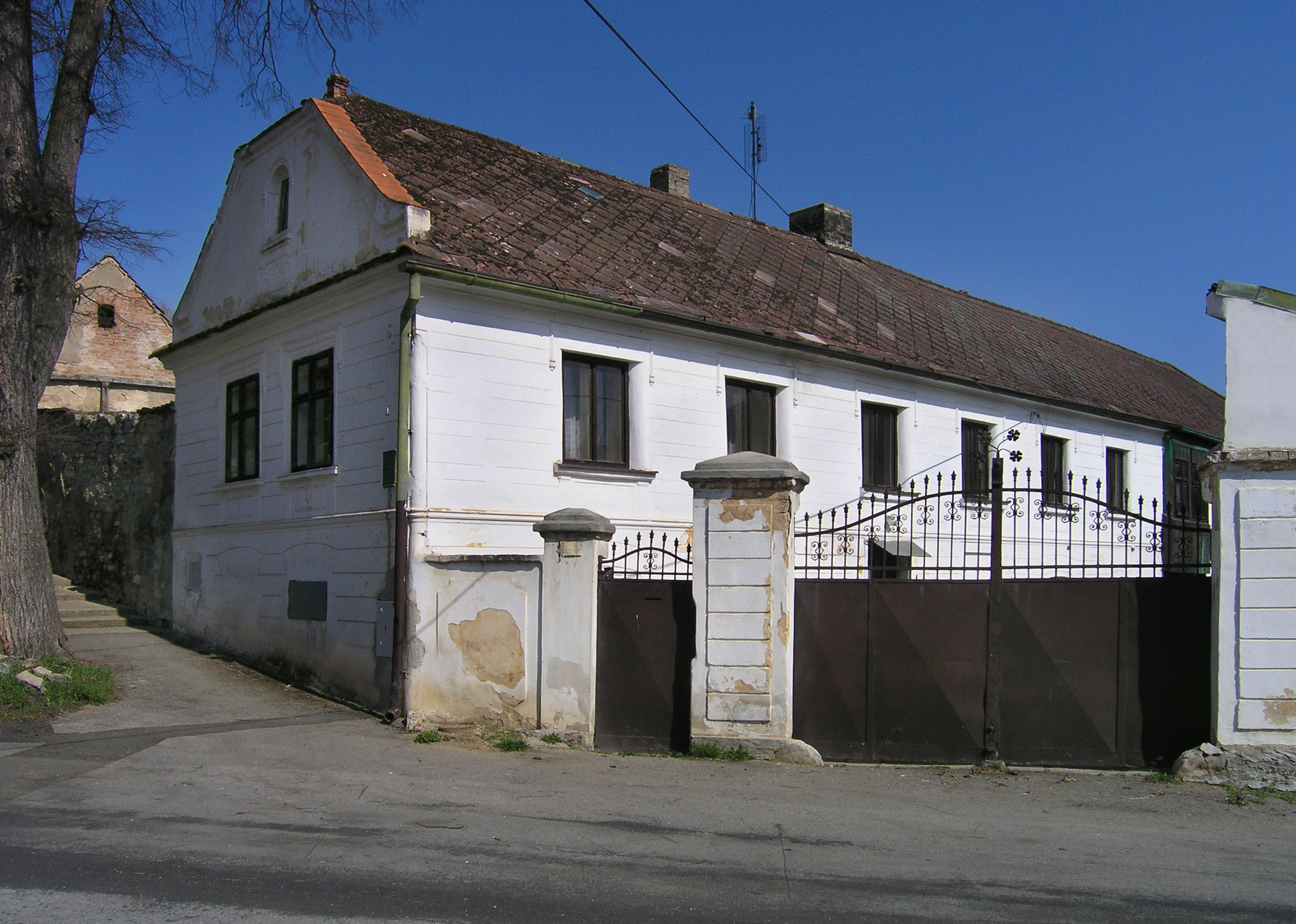
Statek
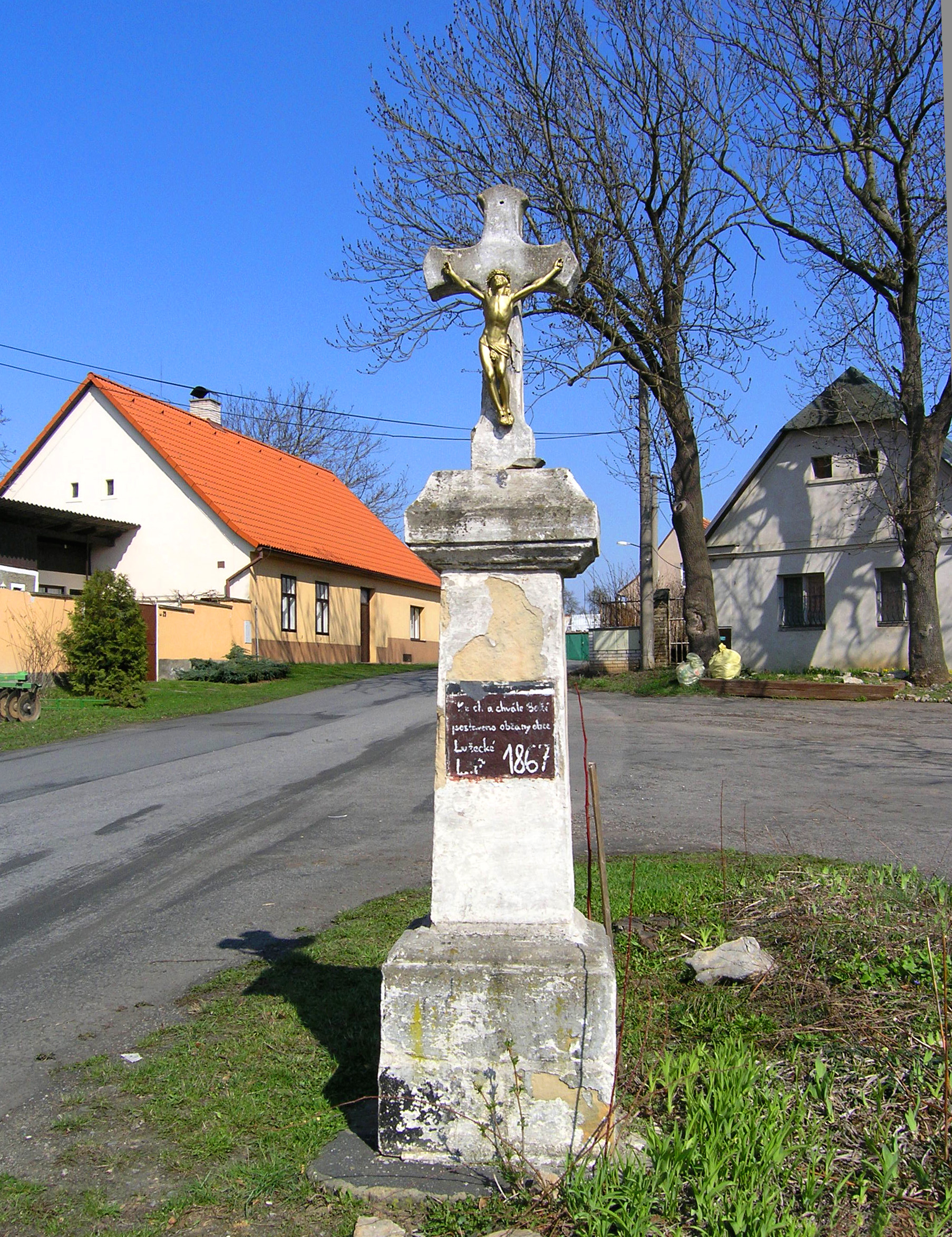
Křížek na návsi